# Campeonato Uruguayo de Primera División 1989
El Campeonato Uruguayo 1989 fue el 85° torneo de primera división del fútbol uruguayo, correspondiente al año 1989.
Este fue un campeonato especial en la historia, ya que por motivos de dificultad de calendario, se disputó una sola rueda con el sistema de todos contra todos y además coronó campeón de la liga por tercer año consecutivo a un equipo chico (equipos que no son Nacional o Peñarol). El título fue obtenido por única vez en su historia por el Club Atlético Progreso
En este torneo no hubo descensos de categoría. Por primera (y hasta ahora única) vez en la historia, ni Nacional ni Peñarol clasificaron a la Copa Libertadores.

## Posiciones
| Puesto | Equipo               | Pts | PJ | PG | PE | PP | GF | GC | Dif |
| ------ | -------------------- | --- | -- | -- | -- | -- | -- | -- | --- |
| 1°     | Progreso             | 20  | 12 | 9  | 2  | 1  | 18 | 8  | 10  |
| 2°     | Nacional             | 15  | 12 | 5  | 5  | 2  | 20 | 13 | 7   |
| 3°     | Peñarol              | 15  | 12 | 6  | 3  | 3  | 19 | 14 | 5   |
| 4°     | Cerro                | 14  | 12 | 6  | 2  | 4  | 14 | 11 | 3   |
| 5°     | Bella Vista          | 14  | 12 | 3  | 8  | 1  | 13 | 10 | 3   |
| 6°     | Defensor Sporting    | 14  | 12 | 3  | 8  | 1  | 11 | 8  | 3   |
| 7°     | Danubio              | 13  | 12 | 5  | 3  | 4  | 18 | 15 | 3   |
| 8°     | Montevideo Wanderers | 13  | 12 | 5  | 3  | 4  | 14 | 16 | -2  |
| 9°     | Rentistas            | 10  | 12 | 3  | 4  | 5  | 13 | 17 | -4  |
| 10°    | Huracán Buceo        | 8   | 12 | 2  | 4  | 6  | 11 | 17 | -6  |
| 11°    | Liverpool            | 8   | 12 | 3  | 2  | 7  | 6  | 13 | -7  |
| 12°    | Central Español      | 7   | 12 | 1  | 5  | 6  | 15 | 22 | -7  |
| 13°    | River Plate          | 5   | 12 | 2  | 1  | 9  | 7  | 15 | -8  |

|                                            |
| Uruguay                                    |
| Campeón Uruguayo 1989 Progreso 1.er título |

## Clasificación a torneos continentales

### Liguilla Pre-Libertadores
| Pos. | Equipo            | Pts. | PJ | PG | PE | PP | GF | GC | Dif. |
| ---- | ----------------- | ---- | -- | -- | -- | -- | -- | -- | ---- |
| -    | Peñarol           | 6    | 5  | 2  | 2  | 1  | 8  | 4  | 4    |
| -    | Defensor Sporting | 6    | 5  | 2  | 2  | 1  | 9  | 8  | 1    |
| -    | Progreso          | 6    | 5  | 2  | 2  | 1  | 5  | 4  | 1    |
| -    | Bella Vista       | 6    | 5  | 3  | 0  | 2  | 7  | 7  | 0    |
| 5°   | Nacional          | 5    | 5  | 2  | 1  | 2  | 6  | 6  | 0    |
| 6°   | Cerro             | 1    | 5  | 0  | 1  | 4  | 3  | 9  | -6   |

|  | Deben desempatar por el título. |

#### Ronda de desempate
| Pos. | Equipo            | Pts. | PJ | PG | PE | PP | GF | GC | Dif. |
| ---- | ----------------- | ---- | -- | -- | -- | -- | -- | -- | ---- |
| 1°   | Defensor Sporting | 5    | 3  | 2  | 1  | 0  | 6  | 4  | 2    |
| 2°   | Progreso          | 4    | 3  | 1  | 2  | 0  | 5  | 3  | 2    |
| 3°   | Peñarol           | 3    | 3  | 1  | 1  | 1  | 5  | 4  | 1    |
| 4°   | Bella Vista       | 0    | 3  | 0  | 0  | 3  | 2  | 7  | -5   |

|  | Clasifica a la Copa Libertadores 1990. |

| Uruguay                                             |
| Campeón Liguilla 1989 Defensor Sporting 4.to título |

### Equipos clasificados

#### Copa Libertadores 1990
|   | Equipo            | Clasificación como            |
| - | ----------------- | ----------------------------- |
| 1 | Defensor Sporting | Campeón Liguilla 1989         |
| 2 | Progreso          | 2° puesto en la Liguilla 1989 |